# 子蟜 (郑国)
子蟜（？—前554年），姬姓，名虿，字子蟜，谥桓，又称公孙虿，是公子偃的儿子 ，郑穆公的孙子，郑国司马。

## 朝晋暮楚
前565年冬季，楚国的令尹子囊进攻郑国，报复郑国入侵蔡国。子驷、子国、子耳希望顺从楚国，子孔、子蟜、子展则希望等待晋国援救，最后听从了子驷的意见，与楚国讲和。
前564年十月，晋国进攻郑国，郑国人害怕，就派人求和。郑国的六卿子驷、子国、子孔、子耳、子蟜、子展以及郑国的大夫、卿的嫡子，都跟随郑简公参与结盟。
前564年年底，楚共王进攻郑国，子驷打算和楚国讲和，子孔和子蟜说：“和大国结盟，盟誓时喝的血都在嘴上没干，就要背弃盟约了，行吗？”子驷和子展说：“我们的盟誓本来就说‘是强国就服从，不敢有半点违抗’，现在楚军来了，晋国不救援我国，那么楚国就是强大的国家了。盟誓的话，难道敢违背？而且在要挟之下举行的盟誓没有诚信可言，神灵不会降临，神灵所降临的是有诚信的盟会。信，是言语的凭证，善良的主体，所以神灵降临。明察一切的神灵认为在要挟下举行的盟会不洁净，是可以违背的。”郑国便楚国讲和。

## 平叛
前563年冬季十月十四日，尉止、司臣、侯晋、堵女父、子师仆率领叛乱分子进入郑国首都，当日早晨在西宫的朝廷上杀死了子驷、子国、子耳，将郑简公劫持到了北宫。
子产听说有叛乱，带领家族武装进攻北宫的叛乱者，子蟜率领国人援助他，将叛乱者全部杀死。

## 朝楚
前562年，子蟜跟随郑简公去楚国朝见，晋国有了萧鱼之盟。

## 会盟
前559年春，吴国到晋国报告战败情况，鲁国的季孙宿、叔老和晋国的士匄、齐国的崔杼、宋国的华阅、仲江，卫国的北宫括，郑国的子蟜，曹国人，莒国人，邾国人，滕国人，薛国人，杞国人，小邾国人和吴国人在向地会见，为吴国策划进攻楚国。

## 攻秦
前559年夏季四月，诸侯的大夫们跟随着晋悼公进攻秦国，以报复三年前的栎之战。晋悼公在国境内等待，让本国的六卿率领联军前进。到达泾河后，诸侯的军队不肯渡河。鲁国人侯莒国人渡河后，子蟜进见卫国的北宫懿子，对他说：“亲附别人而不坚定，没有比这更让人厌恶的了，国家会怎样呢？”北宫懿子很高兴。两个人去见诸侯的军队而劝他们渡河，联军渡过泾河驻扎下来。秦国人在泾河上游放置毒物，诸侯的军队死去很多。子蟜率领郑国的军队前进，其他国家的军队也都跟上，一直攻到棫林，秦国还是不屈服。由于荀偃的“马首是瞻”命令，这次战役最终无功而返。

## 谋定卫
前559年冬季，季孙宿、士匄、华阅、孙林父、子蟜、莒国人、邾国人在戚地会见，商讨安定卫国。

## 送葬
前556年冬季，晋悼公去世。子西去晋国奔丧吊唁，子蟜前去送葬。

## 同讨不庭
前557年，晋平公和诸侯在温地举行宴会，让大夫们舞蹈，要求唱诗一定要和舞蹈相配合。齐国高厚的诗与舞蹈配不好。荀偃发怒，说：“诸侯有别的想法了。”荀偃让诸侯大夫们和高厚结盟，高厚逃回齐国。叔孙豹、晋国的荀偃、宋国的向戌、卫国的甯殖、郑国的子蟜、小邾国的大夫盟誓说：“共同讨伐不忠于盟主的人。”

## 告老
前556年，子蟜告老。 

## 伐齐
前555年，晋国集合诸侯进攻齐国的平阴，子蟜、伯有、子张跟随郑简公进攻齐国。

## 去世
前554年四月十三日，子蟜去世，郑国向晋国的大夫发出讣告。因为子蟜在进攻秦国的战役中表现很不错，范宣子将事情上报给晋平公。六月，晋平公向周灵王请求，周灵王追赐给子蟜大路的车，在子蟜下葬时让大路跟着葬车走，这是合于礼的。